# Гончарова Раїса Марківна
Раїса Марківна Гончарова (26 лютого 1936, село Реконструкція, Березнегуватський район, Миколаївська область) — українська майстриня художньої вишивки, художниця-оформлювач декоративно-ужиткового мистецтва та педагог, членкиня Національної спілки майстрів народного мистецтва України з 1993 року, член правління Миколаївського обласного осередку Національної спілки майстрів народної творчості України, заслужений майстер народної творчості України (2008).

## Життєпис
Під час трудової діяльності на Заводі імені 61 Комунара (1965—1980) закінчила Заочний народний університет мистецтв (1971). З 1980 року працювала у Центральному продторзі.

## Творчість
Майстриня вишики білим по білому у стилі народної творчості.

### Вибрані роботи
- «Тернова ягода» (жіноча сорочка, 2003)
- «Веселі півники» (панно, 2005)
- «Казкове дерево життя» (рушник, 2005)
- чоловічі сорочки (2005).

Вироби зберігаються у Миколаївському краєзнавчому музеї.

## Участь у виставках
З 1993 року бере участь в обласних та республіканських художніх виставках.
У 1998, 2001 та 2003 роках у Миколаєві були проведені персональні виставки Раїси Гончарової.

## Педагогічна діяльність
Викладала на курсах української народної вишивки при Миколаївському осередку Національної спілки майстрів народного мистецтва України. Ученицею Раїси Гончарової є майстриня художньої вишивки Тетяна Думанська.